# Vriesea rastrensis
Vriesea rastrensis là một loài thuộc chi Vriesea. Đây là loài đặc hữu của Brasil.